# Oxytrigona mulfordi
Oxytrigona mulfordi är en biart som först beskrevs av Schwarz 1948.  Oxytrigona mulfordi ingår i släktet Oxytrigona och familjen långtungebin. Inga underarter finns listade i Catalogue of Life.